# Saint-Jean-d’Alcapiès
Saint-Jean-d’Alcapiès – miejscowość i gmina we Francji, w regionie Oksytania, w departamencie Aveyron. W 2013 roku jej populacja wynosiła 272 mieszkańców. Gmina położona jest na terenie Parku Regionalnego Grands Causses.